# DVD+RW
Il DVD+RW è un tipo di disco ottico riscrivibile con la stessa capacità di un DVD+R: 4,7GB. Il formato fu sviluppato dalla DVD+RW Alliance nel 1997. Lo sviluppo di questo formato fu abbandonato fino al 2001 quando venne fortemente rivisto e passò dalla capacità di 2,8GB alle attuali capacità di 4,7GB.
I meriti dello sviluppo di questo nuovo formato sono dovuti alla Philips (membro della DVD+RW Alliance).
Il suo concorrente diretto è il DVD-RW, formato del DVD forum.
Il DVD+RW fu progettato principalmente per l'archiviazione dei dati.
Il DVD+RW supporta l'accesso casuale in scrittura, ovvero i dati possono essere aggiunti e rimossi senza cancellare l'intero disco.

## Funzionamento
Il DVD+RW è composto da una lega di metallo a transizione di fase, solitamente di GeSbTe.
La lega può mutare da uno strato cristallino a uno amorfo e viceversa, cambiando la riflettività, che dipende dalla potenza dell'impulso laser. 
I dati possono essere così scritti, cancellati e riscritti.